# Donje Suhotno
Donje Suhotno (cyr. Доње Сухотно) – wieś w Serbii, w okręgu niszawskim, w gminie Aleksinac. W 2011 roku liczyła 301 mieszkańców.